# Chris Holmes
Pour les articles homonymes, voir Holmes.
Christopher Holmes, baron Holmes de Richmond, né le 14 octobre 1971, est un nageur, avocat et homme politique britannique. Neuf fois champion paralympique de natation, il est anobli en 2013 et fait membre de la Chambre des lords.

## Biographie
Très bon nageur durant son adolescence, il se réveille aveugle un matin à l'âge de 14 ans, atteint de vitréorétinopathie exsudative familiale. Il continue de nager, et étudie la science politique à l'université de Cambridge. Il se qualifie pour les Jeux paralympiques d'été de 1988 à Séoul, où il remporte deux médailles d'argent et une de bronze. Aux Jeux de 1992 à Barcelone, il remporte six médailles d'or et une d'argent, un record pour un nageur britannique aux Jeux paralympiques. Il est fait membre de l'ordre de l'Empire britannique en reconnaissance de cette réussite. Il obtient par la suite trois médailles d'or et une d'argent aux Jeux de 1996 à Atlanta, puis une médaille d'argent aux Jeux de 2000 à Sydney avant de prendre sa retraite sportive. À la suite d'études de droit, il pratique le métier de solliciteur (avocat) à partir de 2002,,,.
En août 2009, il est nommé directeur de l'intégration paralympique au comité d'organisation des Jeux olympiques et paralympiques d'été de 2012 à Londres. En septembre 2013, la reine Élisabeth II le fait baron, et il siège à la Chambre des lords comme pair à vie sous l'étiquette du Parti conservateur. Il quitte le parti le 23 juillet 2019, et siège dès lors comme lord non-affilié.

## Palmarès
Aux Jeux paralympiques, représentant  la Grande-Bretagne :

Séoul 1988 :
- 6e au 200 mètres medley individuel B2 : 2 min 44 s 79
- 5e au 400 mètres medley individuel B2 : 5 min 59 s 08
- 4e au 100 mètres papillon B2 : 1 min 15 s 68
- 50 mètres nage libre B2 : 27 s 98
- 100 mètres nage libre B2 : 1 min 2 s 31
- 400 mètres nage libre B2 : 4 min 57 s 13
- 4e au 50 mètres brasse B2 : 36 s 33
- 6e au 100 mètres brasse B2 : 1 min 23 s 28
- 7e au 200 mètres brasse B2 : 3 min 6 s 54

Barcelone 1992 :
- 50 mètres nage libre B2 : 26 s 07
- 100 mètres nage libre B2 : 57 s 59
- 400 mètres nage libre B2 : 4 min 41 s 92
- 100 mètres dos B2 : 1 min 12 s 33
- 200 mètres dos B2 : 2 min 33 s 14
- 200 mètres medley individuel B2 : 2 min 28 s 72
- 400 mètres medley individuel B1/B2 : 5 min 28 s 96

Atlanta 1996 :
- 8e au 400 mètres nage libre B2 : 4 min 58 s 43
- 100 mètres dos B2 : 1 min 7 s 29
- 200 mètres medley individuel B2 : 2 min 23 s 84
- 100 mètres nage libre B2 : 58 s 59
- 50 mètres nage libre B2 : 26 s 61

Sydney 2000 :
- 7e au 100 mètres nage libre S12 : 59 s 73
- 4e au 200 mètres medley individuel SM12 : 2 min 27 s 47
- 4x100 mètres medley équipe SM11-13 : 4 min 31 s 33